# Selección femenina de voleibol de la Unión Soviética
La selección femenina de voleibol de la Unión Soviética era el equipo nacional de voleibol que había representado a la Unión Soviética en las competiciones internacionales entre 1952 y 1991.
La FIVB considera a Rusia como heredera de los registros de la Unión Soviética (1952-1991) y la CEI (1992). La Federación de Voleibol de la URSS se unió a la FIVB en 1948, un año después de la fundación del organismo rector internacional. En 1952, triunfaron en el primer Campeonato Mundial Femenino de la FIVB y desde entonces han estado dominando la escena internacional, habiendo ganado cinco Campeonatos Mundiales, una Copa Mundial y 13 Campeonatos Europeos.

## Historia
La Federación de Voleibol de la Unión Soviética se unió a la FIVB en 1948 y en 1952 enviaron un equipo para competir en el primer Campeonato Mundial. Pronto subieron regularmente al podio en competiciones internacionales como los Juegos Olímpicos, el Campeonato del Mundo y los Campeonatos de Europa y la Copa del Mundo.

## Participaciones

### Juegos Olímpicos[1]
- 1964 -
- 1968 -
- 1972 -
- 1976 -
- 1980 -
- 1988 -

- 1992 -  (como Equipo Unificado)

### Campeonato Mundial[1]
- 1952 -
- 1956 -
- 1960 -
- 1962 -
- 1970 -
- 1974 -
- 1978 -
- 1982 - 6°
- 1986 - 6°
- 1990 -

### Copa Mundial[1]
- 1973 -
- 1977 - 7° (empatado)
- 1981 -
- 1985 -
- 1989 -
- 1991 -

### Campeonato de Europa[1]
- 1949 -
- 1950 -
- 1951 -
- 1955 -
- 1958 -
- 1963 -
- 1967 -
- 1971 -
- 1975 -
- 1977 -
- 1979 -
- 1981 -
- 1983 -
- 1985 -
- 1987 -
- 1989 -
- 1991 -

## Jugadores

### Último equipo
| N.º | Nombre                | Edad | Altura          | Peso           |
| --- | --------------------- | ---- | --------------- | -------------- |
| 1   | Valentina Ogiyenko    | 25   | 182 cm (6' 0')  | 74 kg (163 lb) |
| 3   | Marina Nikulina       | 27   | 180 cm (5' 11') |                |
| 4   | Yelena Batuchina      | 19   | 184 cm (6' 0')  |                |
| 5   | Irina Smirnova        | 22   | 186 cm (6' 1')  | 74 kg (163 lb) |
| 6   | Tatyana Sidorenko     | 24   | 185 cm (6' 1')  | 80 kg (180 lb) |
| 7   | Irina Parchomtschuk   | 25   | 178 cm (5' 10') |                |
| 10  | Svetlana Vasilevskaya | 19   |                 |                |
| 11  | Yelena Ovtschinnikova | 25   | 188 cm (6' 2')  |                |
| 12  | Irina Gorbatiuk       | 27   |                 |                |
| 13  | Svetlana Korytova     | 22   | 185 cm (6' 1')  |                |
| 14  | Yuliya Bubnova        | 19   | 185 cm (6' 1')  |                |
| 15  | Olga Tolmachyova      | 27   | 180 cm (5' 11') |                |